# Linsdorf
Linsdorf ist eine französische Gemeinde mit 336 Einwohnern (Stand 1. Januar 2022) im Département Haut-Rhin in der Region Grand Est (bis 2015 Elsass). Sie gehört zum Arrondissement Altkirch und zum Gemeindeverband Sundgau.
Die elsässische Gemeinde Linsdorf liegt am Rande einer breiten Niederung, die vom Limendenbach und von der Ill gebildet wird. Die Ausläufer des Jura reichen bis auf wenige Kilometer an Linsdorf heran. Basel ist 20 Kilometer und Ferrette (Pfirt) sieben Kilometer von Linsdorf entfernt. Im Nordosten der Gemeinde liegt auf einer Waldlichtung der Césarhof, eine Herberge.
Nachbargemeinden von Linsdorf sind Muespach-le-Haut im Norden, Folgensbourg im Nordosten, Bettlach im Osten, Oltingue im Süden sowie Fislis im Westen.
Die wichtigsten Erwerbszweige dieser Region sind das Kleingewerbe und die Landwirtschaft. Südlich von Linsdorf wurden zwei große Gewerbegebiete erschlossen.
Linsdorf hat keine eigene Kirche. Die Kirche St. Blasius unmittelbar südwestlich vor Linsdorf liegt bereits auf Bettlacher Gebiet.

## Geologie
Linsdorf liegt im lössbedeckten Sundgauer Tertiärhügelland im Bereich der unter der Lössdecke lagernden Sundgauschotter. Diese sind die Hinterlassenschaft einer einst (im Pliozän und Altpleistozän) über Doubs, Saône und Rhône zum Mittelmeer entwässernden Ur-Aare. Unter den die (oberen) Talhänge bildenden Sundgauschottern liegen die sandig-mergeligen Schichten der oligozänen Elsässer Molasse (Molasse alsacienne).

## Geschichte
Ersterwähnung als Lüllisdorf. Bis 1324 gehörte der Ort zur Grafschaft Pfirt und kam dann durch die Heirat der Johanna von Pfirt mit Herzog Albrecht II. von Österreich an Habsburg. Im Westfälischen Frieden 1648 ging der Ort mit dem ganzen elsässischen Besitz der Habsburger an die französische Krone. Von 1871 bis 1918 gehörte der Ort zum Reichsland Elsass-Lothringen.
Im 19. Jahrhundert produzierte die Firma Wanner in Linsdorf Ofenkeramik für die im Sundgau traditionellen Kachelöfen (die sog. Kunscht).
Die Pfarrkirche für Linsdorf und Bettlach war seit alters her St. Blaise (Ortsteil von Bettlach). Der überlieferte Name Lilliskirch offensichtlich im Zusammenhang mit dem ursprünglichen Ortsnamen Lüllisdorf.

## Bauwerke
An der Grand Rue Nr. 45 steht das Wohnhaus des Hafners Wanner, ein Fachwerkbau von 1767 (an der Stirnseite der Laube datiert) in Stockwerkbauweise, mit Laube und den in der 2. Hälfte des 18. Jahrhunderts im Sundgau beliebten Verzierungen der Fensterbrüstungen – im Erdgeschoss ein mittiger Balusterpfosten, im Obergeschoss ein kartuschenartiger Dekor. - Aus derselben Zeit das ähnlich gestaltete Wohnhaus der Tuilerie Haegi, aus der Zeit um 1800.- Das Haus Nr. 34 an der Rue du Ruisseau in der altertümlichen Ständerbauweise mit einer geschossübergreifenden Langstrebe wohl noch aus dem 17. Jahrhundert. 

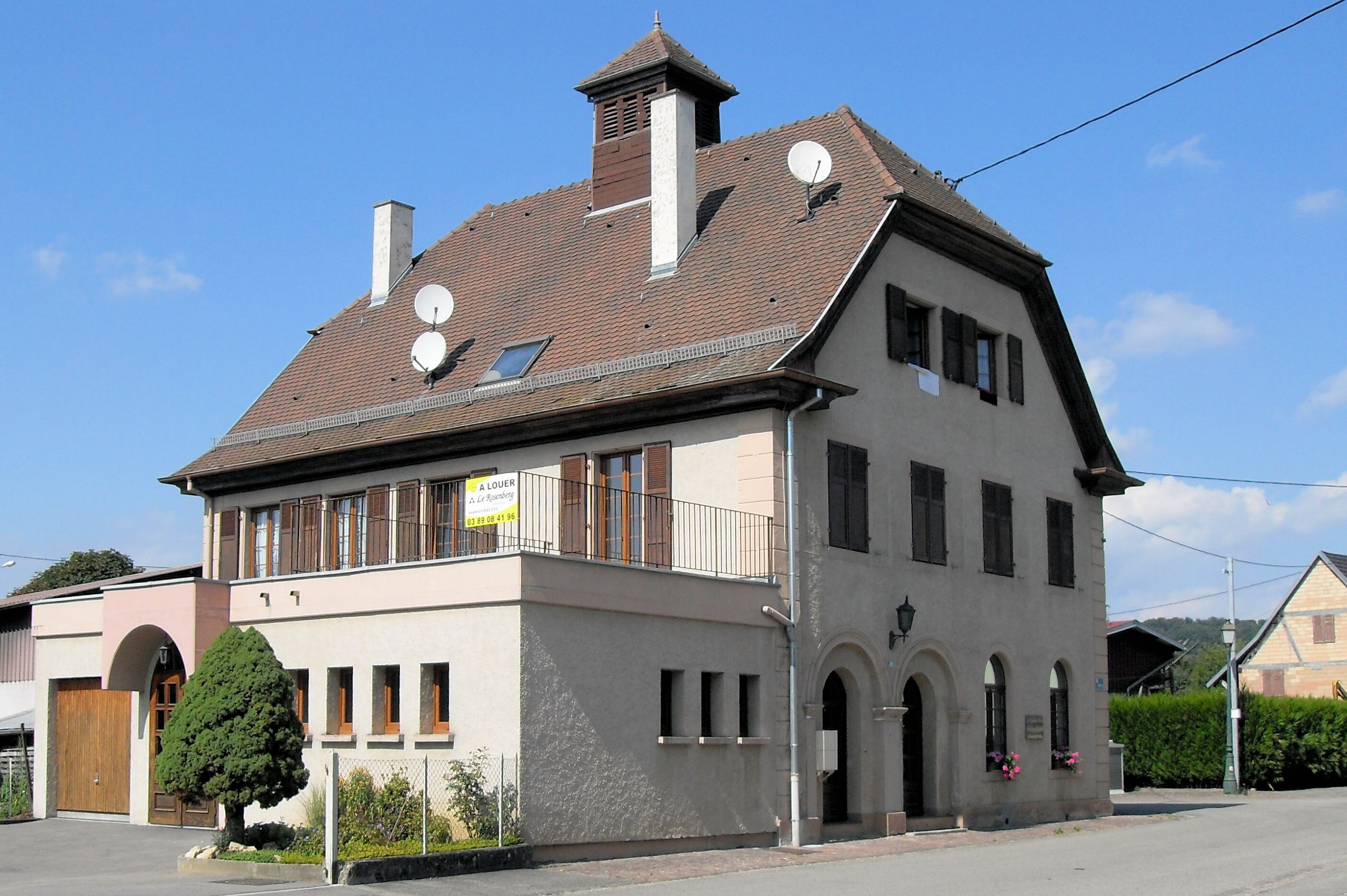
Gemeindehaus

## Bevölkerungsentwicklung
| Jahr      | 1962 | 1968 | 1975 | 1982 | 1990 | 1999 | 2007 | 2019 |
| --------- | ---- | ---- | ---- | ---- | ---- | ---- | ---- | ---- |
| Einwohner | 171  | 184  | 174  | 206  | 226  | 305  | 311  | 333  |